# The Pietasters
The Pietasters sind eine Ska-Band aus Washington, D.C., die 1990 gegründet wurde.

## Geschichte
1990 lernten sich Stephen Jackson und Chris Watt an der Virginia Tech durch einen gemeinsamen Freund, Tal Bayer, kennen, der die nahe gelegene Radford University besuchte. Zusammen mit ihrem ehemaligen Schulkameraden Tom Goodin und einem Kommilitonen aus der Architekturklasse, Ben Gauslin, gründeten sie eine Ska-Band namens The Slugs. Für ein paar Monate änderten sie ihren Namen in Dancecrashers, bevor sie den Namen Pietasters annahmen.

## Stil
Die musikalische Entwicklung der Band geht von der ursprünglichen Ausrichtung an klassischem 3rd Wave und 2Tone (Piestomp, Oolooloo) hin zu stark zunehmenden Einflüssen aus Punk, Rock ’n’ Roll und Soul (z. B. die Alben Willis, Awesome Mixtape #6 und vor allem Turbo).

## Diskografie

### Alben
- 1992: All You Can Eat (Kassette, Slug Tone)
- 1993: The Pietasters (CD, Slug Tone)
- 1995: Oolooloo (CD, Moon Records)
- 1996: Strapped Live! (live, CD, Moon Records)
- 1997: Willis  (CD, Epitaph Records)
- 1999: Awesome Mix Tape vol. 6 (CD, Hellcat Records)
- 2002: Turbo (CD, Fueled By Ramen)
- 2007: All Day (CD, Indication Records)

### EPs, Singles und Anderes
- 1992: The Ska-Rumptious (7", Slug Tone Records)
- 1992: The Pietasters (EP, Slug Tone Records)
- 1994: Soul Sammich (7", Slug Tone Records)
- 1998: Out All Night (EP, Hellcat Records)
- 1996: Ocean (7", Moon Records)
- 1996: Strapped Live! (CD, Moon Records)
- 1996: Comply (CD, Moon Records)
- 1997: Out All Night (Promo, Hellcat Records)
- 1998: Out All Night (EP, Hellcat Records)
- 1999: Yesterday's Over (Promo, Hellcat Records)
- 2003: The Pietasters 1992-1996 (CD, VMS Records)
- 2005: Live at the 9:30 Club (DVD, MVD)